# Kirskålssläktet
Kirskålssläktet (Aegopodium) är ett släkte inom familjen flockblommiga växter med tolv arter från Europa och Asien. En art, kirskål (A. podagraria), betraktas som ett besvärligt ogräs, men odlas också som grönsak och några sorter som prydnadsväxter.

## Arter
Kirskålssläktet innehåller tolv nu gällande arter:
- Aegopodium alpestre
- Aegopodium burttii
- Aegopodium decumbens
- Aegopodium handelii
- Aegopodium henryi
- Aegopodium kashmiricum
- Aegopodium komarovii
- Aegopodium latifolium
- Aegopodium nadeshdae
- Aegopodium podagraria (kirskål)
- Aegopodium tadshikorum
- Aegopodium tribracteolatum